# Adidas Roteiro
Roteiro — офіційний м'яч Чемпіонату Європи з футболу 2004 у Португалії. Цей м'яч був розроблений компанією Adidas спеціально для цього чемпіонату. Його презентація відбулась 1 грудня 2003 року у Лісабоні.

## Назва
«Roteiro» португальською означає «шлях». Використання цієї назви є посиланням до відкриттів, зроблених португальцями у 15—16 століттях. Так само називався і судовий журнал на кораблі Васко да Гами під час його першої експедиції у 1497-1499 роках.

## Технічні характеристики
Сфера, що складається з 32 фрагментів (20 шестикутних і 12 п'ятикутних). Roteiro — перший м'яч, виготовлений за технологією термосклеювання, при якій краї панелей не зшиваються, а склеюються під температурою.

## Дизайн
Roteiro виконаний у зеленувато-металічному та блакитному кольорах, що символізують море і небо, з нанесеними сріблястими линіями, які нагадують використовувану португальськими мореплавцями систему координат.
Вперше у історії подібних футбольних турнірів, усі м'ячі на Чемпіонаті Європи з футболу 2004 були персоналізовані. Для кожного матчу на м'ячах Roteiro були зазначені назви команд, дата гри, назва стадіону, широта і довгота центра поля. Компанія Adidas поставила 2300 таких м'ячів для ігор чемпіонату і для тренувань команд.